# Francisco López de Goicoechea
Francisco López de Goicoechea Inchaurrandieta (Totana, 24 de septiembre de 1894-Madrid, 28 de junio de 1973) fue un abogado y político español.

## Biografía
López de Goicoechea nació en la localidad murciana de Totana y cursó la carrera de Derecho en la Universidad Central de Madrid, desde 1911 hasta 1916. Antes de la proclamación de la Segunda República, fue Académico Numerario de la Real Academia de Jurisprudencia y Legislación y Secretario y Diputado noveno del Colegio de Abogados de Madrid. Asimismo perteneció a la Junta de Gobierno del Ateneo Científico, Cultural, Artístico y Literario de Madrid.
Durante la Segunda República fue elegido diputado por Murcia (provincia) en las Constituyentes de 1931, por el Partido Republicano Radical Socialista y en la legislatura que dio comienzo el año 1936, por Unión Republicana. Asimismo, ocupó la Dirección General de Minas y Combustible en 1933.
Al producirse el golpe de Estado que dio lugar a la Guerra Civil, permaneció leal a la República y se incautó junto con otros colegas republicanos del Colegio de Abogados de Madrid, institución de la que fue nombrado Decano, mediante decreto publicado en la Gaceta de Madrid, el 30 de julio de 1936, firmado por el presidente Azaña. Asimismo, durante la guerra ocupó los cargos de Magistrado del Tribunal Supremo y Presidente de la Audiencia de Murcia. El 29 de enero de 1939 se exilió en Francia, pasando posteriormente a México y Cuba, países en los que ejerció la abogacía. Fue uno de los intelectuales españoles que actuaron como socios fundadores del Ateneo Español de México.
Francisco López de Goicoechea fue autor de una veintena de tratados de Derecho, entre los que figura Las Sociedades Mercantiles en el Derecho Cubano (Jesús Montero Editor, La Habana, 1953), obra a la que en el año 1958 le fue concedido el Diploma de Honor y la Medalla del Instituto de Derecho Comparado de la República Argentina. López de Goicoechea regresó a España en 1964 para seguir luchando contra la dictadura franquista y falleció en Madrid el 28 de junio de 1973, momento en el que era Contador de la Junta de Gobierno del colegio de abogados de Madrid.

## Obras
- Los hijos ilegítimos ante la Sociedad y el Derecho, en colaboración con D. Alfonso Cortezo y Collantes y D. Luis de la Peña y Costa (Memoria. Real Academia de Jurisprudencia y Legislación, Madrid, 1917)
- La Legislación Civil y el Proletariado, en colaboración con D. Alfonso Cortezo y Collantes y D. Luis de la Peña y Costa (Imprenta Sucesor de Enrique Teodoro. Real academia de Jurisprudencia y Legislación, Madrid 1918)
- Derecho Civil, Común y Foral, en colaboración con los prestigiosos profesores D. Joaquín Garrigues y Díaz-Cañabate y D. José Castán Tobeñas (Editorial Reus, Madrid, 1921)
- Legislación sobre Casa Baratas. Publicación del Ministerio del Trabajo (Madrid, 1923)
- El Contrato de Arrendamiento en la Huerta de Murcia. Derecho Consuetudinario Español (Editorial Reus, Madrid, 1925)
- El Fuero de Aragón en relación con la herencia. (Editorial Reus, Madrid, 1926)
- Ley Electoral para Diputados a Cortes y Concejales, adaptado a ella el Decreto del Gobierno Provisional de la República, para la elección a Cortes Constituyentes, en colaboración con D. Pedro Martínez Cayuela (Gráficas Reunidas, Madrid, 1931)
- Comentarios a la Ley Electoral (Editorial Góngora, Madrid, 1936)
- Tratado práctico sobre el cheque (Empresa Editora de Publicaciones, La Habana, 1952)
- Los Bancos de Capitalización en Cuba (Empresa Editora de Publicaciones, La Habana, 1952)
- Las Sociedades Mercantiles en el Derecho Cubano (Jesús Montero Editor, La Habana, 1953. A esta obra le fue concedido Diploma de Honor y Medalla por el Instituto de Derecho Comparado de la República Argentina en el año 1958)
- La Letra de Cambio, su mecánica y funcionamiento (Ucar García, S.A., La Habana 1954 y Editorial Porrúa, México, 1962), ISBN 968-432-540-1
- La Venta a Plazos (Editorial Selecta, La Habana, 1954)
- El Desahucio. Jurisprudencia del Tribunal Supremo de Cuba (Empresa Editora de Publicaciones, La Habana, 1954)
- Legislación de Transportes, en colaboración con el Dr. Segismundo Parés Valdés (La Habana, 1954)
- Las Servidumbres en el Derecho (Jesús Montero Editor, La Habana, 1956)
- Código Penal Comentado del Estado de Guanajuato (México, 1962).